# Stanisław Maciejewicz
Stanisław Maciejewicz (ur. 13 listopada 1869 w Wilnie, zm. 3 stycznia 1940 tamże) – polski ksiądz katolicki, kanonik wileńskiej Kapituły Metropolitalnej, działacz społeczny i polityczny, poseł do III i IV Dumy Imperium Rosyjskiego, na Sejm Litwy Środkowej oraz na Sejm Ustawodawczy w II RP, senator I kadencji.

## Życiorys
Był synem Hilarego i Barbary. Ukończył II Gimnazjum, a w 1890 roku Wyższe Seminarium Duchowne św. Józefa w Wilnie. W 1894 roku uzyskał tytuł magistra teologii w Akademii Duchownej w Petersburgu. Był wikariuszem i prefektem progimnazjum w Brześciu Litewskim. Następnie był proboszczem w Wyszkach i duszpasterzem w Zabłudowie, Rudce i Choroszczy. Od 1899 roku sprawował funkcję prefekta szkoły realnej i gimnazjum żeńskiego w Wilnie oraz rektora Kościoła św. Katarzyny. Był członkiem Towarzystwa Przyjaciół Nauk, „Lutni”  oraz Stowarzyszenia Opieki nad Dziećmi w Wilnie. W 1897 roku wstąpił do Ligi Narodowej. Był członkiem zarządu głównego organizacji księży Collegium Secretum. Od 1904 roku działał w Stowarzyszeniu „Oświata”, gdzie w latach 1906-1907 był członkiem zarządu. W 1907 i 1912 roku był wybierany do Dumy Państwowej.
Publikował w artykuły w „Kurierze Litewskim” i  „Dwutygodniku Diecezjalnym”.
W czasie I wojny światowej był delegatem metropolity arcybiskupa Edwarda von Roppa przy Naczelnym Komitecie Polskiej Siły Zbrojnej w Piotrogrodzie. Wiosną 1917 roku dołączył do Związku Polaków. W 1919 roku został wybrany posłem na Sejm Ustawodawczy w wyborach uzupełniających listy nr 2 w okręgu wyborczym nr 34 (Bielsk Podlaski). Był członkiem komisji: konstytucyjnej i opieki społecznej. Od lipca 1919 roku był członkiem specjalnej komisji dla zbadania działalności administracji na wschodzie. W 1922 roku został wybrany posłem na Sejm Litwy Środkowej z list Polskiego Centralnego Komitetu Wyborczego w okręgu wyborczym nr 8 (Wilno Południe). Zasiadł w klubie Zespołu Stronnictw i Ugrupowań Narodowych. Był członkiem komisji: regulaminowej oraz politycznej. W wyborach w 1922 roku startował z pozytywnym skutkiem na senatora z listy nr 8 (ChZJN) w województwie wileńskim. Był członkiem komisji: konstytucyjnej, opieki społecznej, prawniczej oraz spraw zagranicznych i wojskowych.
Zmarł 3 stycznia 1940 roku w Wilnie. Został pochowany na Cmentarzu na Rossie. 